# Токобага
Токобага (на английски: Tocobaga) също и Токопака, Токобаха, Токопасе е северноамериканско индианско племе, което в началото на колониалния период живее в около 15 села северно от залива Тампа в западна Флорида. Името токобага често се прилага за всички индианци, които живеят около залива Тампа в началото на испанската колонизация.

## История
През 1528 г. Панфило де Нарваес и неговата експедиция акостира на брега на залива Тампа. Испанците почти не срещат индианци в района. През 1539 г. Ернандо де Сото също слиза на брега на залива и поема с хората си на север, без да се срещне с токобага. Едва през 1565 г. Педро Менендас де Авилес посещава племето и оставя при тях един капитан с 30 войници. На следващата година войниците са избити от индианците. Именно Авилес нарича за пръв път тези индианци токобага.
През 1612 г. испанците организират наказателна експедиция по река Суони, за да накажат похой и токобага, които постоянно нападат и тероризират индианците християни. Много похой и токобага са убити от испанците и нападенията спират. След това за известно време токобага не се споменават.
През 1677 г. селото им е регистрирано на река Уакиса. Кога племето се премества тук не е известно. Това село се споменава отново през 1683 г. През 1718 г. испанците намират само няколко токобага на Уакиса и ги убеждават да се преместят на устието на река Сан Марко, където ще бъдат защитени. Малък брой продължават да живеят около Сан Марко през 1720те и 1730те, след което повече нищо не се чува за тях.